# 洪民师
洪民師（？—1070年），江南東路建昌（今江西修水）人，祖籍潤州丹陽（今江蘇）。

## 生平
父親洪亶，祖父洪文舉。其母是黃庭堅母親安康郡太君妹妹。博學多才，熙寧三年進士及第，授石州司法參軍。娶黃山谷之妹為妻，生子洪朋、洪芻、洪炎、洪羽，皆有名望於當時。洪民師是孝子，因奔父喪而卒於途中，不久其妻亦卒。